# Dominic Gorie
Dominic Lee Pudwill Gorie (Lake Charles, 2 maggio 1957) è un ex astronauta e aviatore statunitense. Ha partecipato a quattro missioni spaziali Shuttle (STS-123, STS-108, STS-91, STS-99), due come pilota e due come comandante.

## Biografia

### Istruzione e carriera militare
Nel 1979 ha conseguito un bachelor of science in ingegneria oceanica all'Accademia Navale degli Stati Uniti presso Annapolis. Dopo il diploma ha seguito l'addestramento per piloti. Durante la guerra del Golfo ha prestato servizio sulla portaerei Theodore Roosevelt. Nella sua carriera militare Gorie ha accumulato oltre 6 000 ore di volo su più di 35 diversi tipi di aerei in oltre 600 voli. Si è ritirato dalla marina nel 2005.

### Carriera alla NASA
Nel dicembre del 1994 è stato selezionato dalla NASA come candidato astronauta, nel marzo del 1995 ha iniziato l'addestramento al Lyndon Baines Johnson Space Center dopo il quale è stato qualificato come pilota.
Ha volato in quattro missioni dello Shuttle: STS-91 del 1998, STS-99 del 2000, STS-108 del 2001 e STS-123 conclusasi il 27 marzo 2008 (nelle ultime due missioni ha svolto il ruolo di comandante). Complessivamente ha trascorso più di 48 giorni nello spazio.

### Vita privata
Gorie è nato in Louisiana, è sposato con Wendy Lu Williams ed ha due figli: Kimberly ed Andrew.